# Lobos universitarios
Lobos Universitarios en inglés The Program es una película de 1993 protagonizada por James Caan, Halle Berry, Omar Epps, Craig Sheffer, Kristy Swanson y Joey Lauren Adams. La película fue dirigida por David S. Ward quién también ha dirigido y escrito otras películas de Hollywood como the Major League series.
La película trata sobre la temporada de un equipo de fútbol ficticio de universidad, los ESU Timberwolves que luchan contra la presión de llegar a las finales, el consumo de alcohol y drogas, y sobre todo la vida universitaria. Sigue de cerca los problemas y pruebas del entrenador Sam Winters (James Caan), el candidato al Trofeo Heisman Joe Kane (Sheffer), el novato running back Darnell Jefferson (Epps), sus novias (Berry & Swanson) y otros compañeros de equipo.
La película fue lanzada por Touchstone Pictures en septiembre de 1993. La película llegó a una recaudación de más de 20 millones de dólares. El largometraje fue rodado en diferentes universidades americanas, incluyendo: la Boston College, la Universidad de Duke, la Universidad de Míchigan, la Universidad de Iowa, y la Universidad de Carolina del Sur. Incluye también un cameo del legendario entrenador de la Universidad de Míchigan, Bo Schembechler.

## Sinopsis
Los ESU Timberwolves están a punto de entrar en una temporada con altas expectativas después de dos temporadas decepcionantes, con el entrenador Sam Winters (Caan) presionado a ganar la temporada que viene para no ser despedido. Darnell Jefferson (Omar Epps), un running back muy valorado, es reclutado por ESU, y se enamora de Autumn (Berry) mientras le muestra el campus. Jefferson es presentado a Alvin Mack (Duane Davis), un jugador con perspectiva a ser novato de la NFL, al QB (quarterback) Bobby Collins (Jon Pennell), quién está saliendo con la hija de Winters, Louanne (Adams), y al veterano Steve Lattimer (Andrew Bryniarski), un artillero que ha ganado 35 libras de peso con el objetivo de la titularidad en su último año.
Jefferson se vuelve a reunir con Autumn, pero descubre que ella está quedando con el tailback titular Ray Griffen (J. Leon Pridgen II), con quién ella había roto temporalmente porque él le había mentido. Jefferson se presenta a sus exámenes de ingreso, yendo a pedir consejo para ello a Mack y Lattimer, quienes le tranquilizan diciéndole que la universidad le mantendrá como seleccionable si es suficientemente talentoso para jugar. Jefferson suspende, y elige a Autumn como tutor, quién acepta a regañadientes. Jefferson y Autumn avanzan juntos, pero Autumn tiene vergüenza de admitirle a su padre, un exjugador de fútbol de la ESU, que está saliendo con él, así que finalmente vuelve a su relación con Griffen.
Sports Illustrated publican una portada con el joven quarterback Joe Kane (Sheffer), declarándole como candidato al Trofeo Heisman, pero él empieza a consumir alcohol para lidiar con la presión sobre él. Ahí es cuando conoce a una jugadora de tenis, Camile (Swanson), con quién desarrolla una relación. Mientras tanto, las sospechas de que Lattimer toma esteroides crecen. Cuando Lattimer se entera de que ha sido nombrado como defensive end titular, rompe ventanillas de coches con su cabeza en el aparcamiento, hecho presenciado por varias personas, incluyendo los coordinadores ofensivo y defensivo del equipo, que acuerdan entre ellos no hablar con Winters sobre su comportamiento, pero que le avisan de que la NCAA hará test de drogas antes del comienzo de la temporada. Lattimer sustituye orina limpia por la suya durante estos tests. El equipo tiene un buen comienzo en la primera mitad de la temporada.
Louanne es expedientada por presentarse a un examen por Collins, quién es expulsado del equipo y expedientado. Lattimer agrede a una chica que no está dispuesta a enrollarse con él, pero su padre es uno de los grandes del fútbol y ella desestima el cargo. Winters finalmente acepta que Lattimer se está dopando, pero le advierte de que ponerle una suspensión sin haber fallado en un test de drogas supondría por parte de la escuela una demanda por poner en peligro su estatus. Lattimer es suspendido por tres partidos cuando admite a Winters que consumía drogas, con el equipo ocultando un tirón en el tendón de la corva. Lattimer cesa de tomar esteroides, con Winters diciéndole que no podrá pasar solo los test de drogas.
ESU pierde con Míchigan, cuestionándose así la habilidad de Kane para ganar el trofeo. Kane se emborracha y agrede a otro cliente, hospitalizando a otro hombre. Él huye en la camioneta de otro jugador y es acusado por conducir bajo los efectos del alcohol. Winters negocia un acuerdo de súplica donde todos los cargos serán omitidos si Kane cumple con un plan de reinserción de 28 días, pero tendrá que perderse cuatro partidos y completa con eficacia su candidatura al Heisman. El equipo necesita ganar tres partidos en las próximas cinco semanas para ganar el campeonato de la conferencia, así que los funcionarios de la universidad presionan a Winters, para dejar que Collins vuelva al equipo en el lugar de Kane y él acepta, dando fe de ello al comité disciplinario. Collins es readmitido y el equipo se pone 2-1 en los primeros tres partidos con él bajo mando. Lattimer pasa su test de drogas, volviendo al equipo para los dos últimos partidos de la temporada contra Iowa. Mack sufre una lesión en la rodilla que acaba con su carrera, en el último cuarto del primer partido con Iowa y Lattimer es derribado en la línea de gol por el running back de Iowa para ganar el partido, con el que anotan el tanto final para ganar el partido. Lattimer retoma el consumo de esteroides y tiene un colega que le retira la orina contaminada de la vejiga y la reemplaza por orina limpia en un doloroso y peligroso proceso así que podrá pasar su próximo test de drogas.
Kane completa su programa de rehabilitación e intenta reconciliarse con Camile y su padre, quién nunca le ha visto jugar, dándole a este último un billete de avión a Florida para el partido final de la temporada para el equipo contra Georgia Tech, que ganará la Eastern Athletic Conference y asegura una gran final. Jefferson es nombrado starting tailback y Griffen es pasado a fullback, pero Collins es seleccionado como quarterback titular a pesar del regreso de Kane. Cuando Georgia Tech va ganando 10-0 al descanso, Winters saca a Kane como quarterback titular. Cuando salta al campo, Kane ve que su padre no está allí, aceptando que nunca le verá jugar. Kane lucha por recuperar su ritmo pero el partido está igualado, gracias en parte a un placaje en la línea de anotación, hecho por Lattimer para salvar el partido. Después de todo, Winter mira a los ojos de Lattimer y se da cuenta de que sigue tomando esteroides, sin dar error en la prueba de drogas. Kane dirige al equipo hacia la victoria, salvando el trabajo de Winters, con ambos dándose cuenta de que Kane seguramente haga otra carrera más prometedora en el Heisman en su temporada sénior.
Lattimer se sienta en el banquillo y llora en vez de celebrar la victoria con el equipo, sabiendo que no será capaz de jugar en la NFL sin drogas. Después del partido, Autumn presenta a Jefferson a su padre como su novio. Kane vuelve con Camile, y el entrenador se va a un viaje de reclutamiento en busca del novato del año de la próxima temporada., en concreto un sustituto para Lattimer.

## Reparto
- James Caan como Coach Sam Winters.
- Halle Berry como Autumn Haley.
- Omar Epps como Darnell Jefferson.
- Craig Sheffer como Joe Kane.
- Kristy Swanson como Camille Shafer.
- Abraham Benrubi como Bud Kaminski.
- Andrew Bryniarski como Steve Lattimer.
- Duane Davis como Alvin Mack.
- J. Leon Pridgen II como Ray Griffen.
- Jon Pennell como Bobby Collins.
- Joey Lauren Adams como Louanne Winters.
- Rhoda Griffis como Reporter 3.
- Steven Griffith como Joe's brother.

## Producción
La escenografía principal fue rodada en y alrededor de Columbia, Carolina del Sur, con la Universidad de Carolina del Sur como una duplicación de ESU y el Williams-Brice Stadium haciendo del estadio local de los Timberwolves. Otra importante cantidad del rodaje fue hecho en el campus de la Universidad de Duke.
Los apellidos de los miembros de la plantilla fueron usados en la parte de atrás de las camisetas de los extras que aparecían como jugadores de fútbol.
Bo Schembechler y Lynn Swann hacen un cameo apareciendo como comentaristas en la película. 

## Recepción
Rotten Tomatoes, un crítico, informó que un 45% de los 20 críticos dio a la película una buena crítica, el promedio de calificación del filme es 5.1/10. James Berardinelli dijo, "prepararos para ser inundados por una carga de débil, inimaginable material que es casi imposible de tomar en serio". Norman Chad de The Washington Post se refirió a la película como "un gran cliché".
Roger Ebert calificó la película con tres estrellas sobre cuatro, poniendo particular énfasis en la cantidad de tiempo gastado en la relatividad facilidad para pasar un test de drogas de la NCAA, diciendo "y la película parece experta en cómo un lineman puede llenarse de esteroides y seguir pasando el test de drogas de la NCAA". Janet Maslin del The New York Times lo llama rutina pero premiando la actuación de Andrew Bryniarski, diciendo "cuando le hacen efecto los esteroides, se convierte en un monstruo de competición, pero la película lo maneja consiguiendo que parezca amable". Revisionándolo en vídeo, Entertainment Weekly da a la película un notable bajo y escribió que es mejor que su reputación.

## Controversia
La película original incluyó una escena en la que Kane leía en alto de forma cómica "se dice aquí que soy bueno bajo presión", mientras sujeta el preestreno de una edición de fútbol universitario de Sports Illustrated con él en la portada. Él se tumba en el medio de la carretera en la línea amarilla mientras los coches pasan por la autopista. Muchos miembros del equipo que intentaron parar a Kane decidieron poner a prueba su valentía y la unión del equipo uniéndose a él. Influenciados por la película muchos adolescentes imitaron esta escena y fueron asesinados o sufrieron lesiones. Esto dio como resultado la eliminación después de estrenarse. Un breve clip de la escena en cuestión enseñando a los miembros tumbados en el suelo fue emitido varias veces en los anuncios de televisión por la película y por lo tanto en VCRs. Las últimas versiones del clip fueron eliminadas.
El único lanzamiento conocido del vídeo casero con esta escena intacta es el laserdisc de Hong Kong publicado por Taishan International. Esta versión de la película es tres minutos más larga que el corte teatral y dura 115 minutos.